# 蓮覚寺 (金沢市)
蓮覚寺（れんかくじ）は、石川県金沢市東山二丁目にある日蓮宗の寺院。
山号は本学山。旧本山は大本山妙顕寺（四条門流）、勇師法縁。卯辰の七面さんとして知られ、加賀藩主・前田利常生母の寿福院の実家である上木家の歴代墓所がある。また付近は卯辰山山麓寺院群で寺院が多い。

## 寺宝
- 桃山時代の作とされる秘仏の七面大明神の絵像は19年に一度のみ開帳される。普段は寛文元年（1661年）銘のある七面大明神の木像を拝むことができる。

## 境内
- 墓の一つは辰巳用水を開鑿した板屋兵四郎のものと伝わる。

## 歴代住職
- 中屋教海（31世）
- 中屋隆介（32世）
- 中屋隆彦（33世）

## 参考資料
- 『金澤墓誌』加越能史談会（大正8年）
- 日蓮宗新聞 2017年（平成29年）6月24日付